# Hapoel Galil Elyon
L'Hapoel Galil Elyon è una società cestistica avente sede ad Kfar Blum, in Israele. Fondata nel 1978, ha giocato nel campionato israeliano, fondendosi, nel giugno del 2008 con l'Hapoel Gilboa per dare vita all'Hapoel Gilboa Galil Elyon.
Ha disputato le partite interne nell'Heihal HaPais, che ha una capacità di 2.200 spettatori.

## Roster 2021-2022
Aggiornato al 12 ottobre 2021.
|    | Naz.                                        | Ruolo | Sportivo             | Anno | Alt. | Peso | Note |
| -- | ------------------------------------------- | ----- | -------------------- | ---- | ---- | ---- | ---- |
| 2  | Stati Uniti (bandiera) · Nigeria (bandiera) | P     | Ike Iroegbu          | 1995 | 185  | 86   |      |
| 5  | Stati Uniti (bandiera) · Israele (bandiera) | AP    | Isaiah Eisendorf     | 1996 | 198  | 100  |      |
| 6  | Stati Uniti (bandiera)                      | AC    | Bryce Washington     | 1996 | 203  | 111  |      |
| 7  | Israele (bandiera)                          | P     | Itay Moshkovitz      | 2000 | 188  |      |      |
| 8  | Israele (bandiera)                          | AP    | Alon Sapir           | 1994 | 201  | 83   |      |
| 9  | Romania (bandiera) · Israele (bandiera)     | PG    | Omer Tal             | 1992 | 191  |      |      |
| 10 | Israele (bandiera)                          | P     | Ron Cohen            | 2002 | 191  |      |      |
| 13 | Israele (bandiera)                          | G     | Roi Kozikaro         | 2003 | 187  |      |      |
| 15 | Israele (bandiera)                          | A     | Nimrod Levi          | 1995 | 208  | 86   |      |
| 22 | Stati Uniti (bandiera)                      | G     | Kyle Gibson          | 1987 | 196  | 93   |      |
| 33 | Israele (bandiera)                          | C     | Gabriel Chachashvili | 1999 | 210  | 82   |      |
| 40 | Stati Uniti (bandiera)                      | G     | Chavaughn Lewis      | 1993 | 196  | 84   |      |
| 55 | Israele (bandiera)                          | AP    | Yuval Levin          | 2003 | 202  |      |      |

### Staff tecnico
| Allenatore: | Barak Peleg                |
| Assistente: | Avishay Gordon, Noam Cohen |

## Palmarès

### Titoli nazionali
- Campionato israeliano: 1

1992-1993
- Coppa di Israele: 2

1987-1988, 1991-1992
- Liga Leumit: 1

2020-2021

### Titoli europei
- Lega Balcanica: 1

2021-2022